# Bare (Jajce)
Bare es un pueblo ubicado en el municipio de Jajce, en el cantón de Bosnia Central, Bosnia y Herzegovina.

## Superficie
Cuenta con una superficie de 1,41 kilómetros cuadrados.

## Demografía
Hasta 2013 la población era de 252 habitantes, con una densidad de población de 178,7 habitantes por kilómetro cuadrado.
| Gráfica de evolución demográfica de Bare entre 1981 y 2013                         |
|                                                                                    |
| Datos según Population statistics of Eastern Europe & former USSR y Statistika.ba. |